# 潼川府

四川省の潼川府の位置（1820年）

潼川府（とうせんふ）は、中国にかつて存在した府。宋代から民国初年にかけて、現在の四川省中部に設置された。

## 概要
1118年（重和元年）、北宋により梓州が潼川府に昇格した。南宋のとき、潼川府は潼川府路に属し、郪・中江・涪城・射洪・塩亭・通泉・飛烏・銅山・東関・永泰の10県を管轄した。
元のとき、潼川府は四川等処行中書省に属し、郪・中江・射洪・塩亭の4県と遂寧州に属する小渓・蓬渓の2県と綿州に属する彰明・羅江の2県、合わせて4県2州州領4県を管轄した。
1376年（洪武9年）、明により潼川府は潼川州に降格した。潼川州は四川省に属し、射洪・中江・塩亭・遂寧・蓬渓・安岳・楽至の7県を管轄した。
1734年（雍正12年）、清により潼川州は潼川府に昇格した。潼川府は四川省に属し、三台・射洪・中江・塩亭・遂寧・蓬渓・安岳・楽至の8県を管轄した。
1913年、中華民国により潼川府は廃止された。